# 헤르만 바르

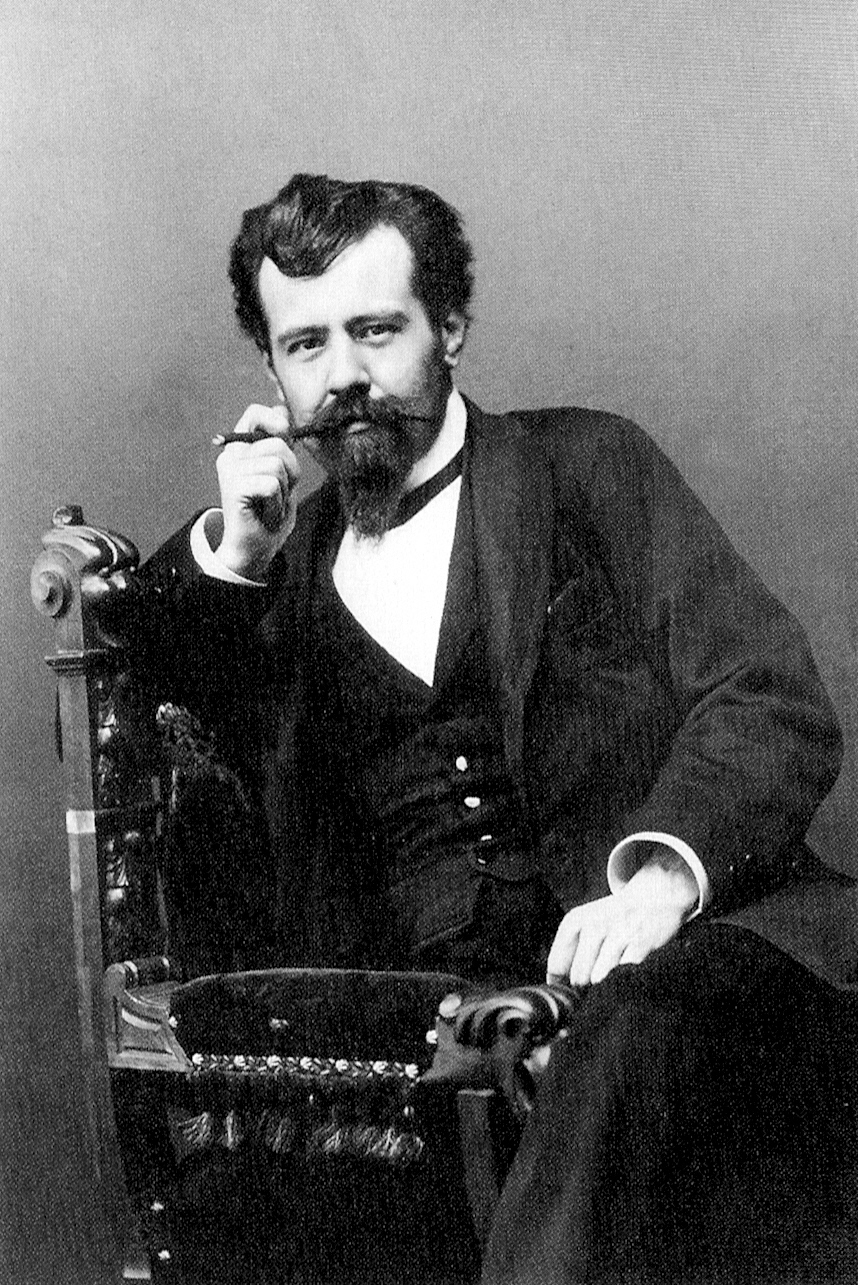

헤르만 바르(Hermann Bahr, 헤르만 아나스타스 바르, Hermann Anastas Bahr(독일어 발음: [ˈhɛʁman ˈbaːɐ̯], 1863년 7월 19일 ~ 1934년 1월 15일)는 오스트리아의 작가, 극작가, 감독 및 비평가였다.

## 약력
린츠에서 태어나고 자란 바르는 비엔나, 그라츠, 체르노비츠, 베를린에서 공부했으며 특히 철학, 정치경제학, 문헌학 및 법률에 관심을 기울였다. 파리에 장기간 머무는 동안 그는 문학과 예술에 대한 관심을 발견했다. 그는 처음에는 베를린에서, 그 다음에는 비엔나에서 미술 평론가로 일하기 시작했다. 1890년에 그는 베를린 프라이에 뷔네(Berliner Freie Bühne)의 부편집장이 되었고, 나중에는 도이체 차이퉁(Deutsche Zeitung, 독일 신문)의 부편집장 겸 비평가가 되었다. 1894년에 그는 다이 차이트(Die Zeit, The Times)의 발행을 시작했으며 뉴 위너 타그블라트(Neue Wiener Tagblatt, New Vienna Daily Flyer) 및 오스트리아 인민 신문(Oesterreichische Volkszeitung)의 편집장이기도 했다.
1906~07년에 바르는 막스 라인하르트와 함께 베를린의 독일 극장(독일어: Deutsches Theatre)에서 감독으로 일했으며 1918년부터 그는 비엔나 부르크 극장에서 드라마투르그로 일했다.
문학 그룹 영 비엔나(Young Vienna)의 대변인인 바르는 비평과 인상파 연극을 모두 제작한 오스트리아 아방가르드의 정회원이었다. 바르와 커피하우스 문인과의 관계는 크라우스가 그룹과 결별한 후 그를 카를 크라우스의 풍자 저널 다이 파켈(Die Fackel, 횃불)의 주요 표적 중 하나로 만들었다.
바르는 문학 작품에 모더니즘이라는 이름을 붙인 최초의 비평가이자 표현주의의 초기 관찰자였다. 그의 이론 논문은 새로운 문학 범주를 정의하는 데 중요했다. 그의 40편의 희곡과 10편 정도의 소설은 그의 이론적 작업의 질에 도달하지 못했다. 그는 뮌헨에서 70세의 나이로 사망했다.

## 저서
- 《표현주의》(Expressionismus)
- 《자연주의의 극복》